# 久保和夫
久保 和夫（くぼ かずお、1939年5月6日 - ）は、元2輪ライダー、元チューナー。2輪の強豪チームだった城北ライダースに所属し、1950年代から1960年代に日本最強のモトクロスライダーと言われ、1965年に日本人として初めてモトクロス世界GPに出場した。引退後に日産系のチューニング会社である東名自動車の設立者のひとりになり、さらにスズキ系のチューナーやサプライヤーとしてSRSクボを設立。東京都板橋区出身。

## 2輪ライダー時代
東京都板橋区で大谷口モーターという名で自動車修理業（モータース）を営んでいた父（久保正一）の３男として生まれ、二人の兄（靖夫、寿夫）と共に2輪に親しんでいく。大谷口モーターには、鈴木誠一、松内弘之といった2輪好きが集まっていた。
1956年に埼玉県で開催された2輪スクランブルレースにヤマハYC-1でデビュー。200ccクラスで２位に入賞
1958年前後、仲間と共に城北ライダースクラブ(JRC)を結成。
以後、国内モトクロスで無敵に近い活躍を見せ、日本最強と呼ばれた。また同じく強豪ライダーだった荒井市次や三吉一行と共にモトクロス三羽ガラスと称された。モトクロスだけではなくロードレースにも出場し、マレーシアなどの海外レースにも出場した。次兄の久保寿夫もライダーとして活躍。長兄の久保靖夫はメカニックやマネージャーとして活動した。
城北ライダースは当初はヤマハのサポートを受けたが、クラブの技術力と結束力が評価され、1960年からスズキと契約。主として国内モトクロスに出場し、常に好成績を収めた。
1965年にはスズキワークスライダーとして、日本人として初めてモトクロス世界選手権（モトクロス世界GP)に出場。1966年もモトクロス世界選手権に出場するが、マシンの性能などが十分ではなく好成績は残していない。
1964年には4輪レースにも出場。第２回日本グランプリT-1クラスでスズキ・スズライトに乗り8位、第３回ナショナルストックカーレースで日産・フェアレディ1500(SP310)で４位などの成績を残している。

## チューナー時代
1968年に、当時ではまだ珍しいチューニングショップ東名自動車（現･東名パワード）を、元城北ライダースの仲間とともに神奈川県川崎市に開業。セドリックやフェアレディ2000などのチューニングを行う。東名自動車には鈴木誠一や、久保の長兄の久保靖夫も参加したが、次兄の久保寿夫は参加していない。
1972年にスズキ系チューナー・サプライヤーとしてSRSクボを設立。FL500用のスズキ製エンジン（スズキ・フロンテ用がベース）のチューニングやパーツ供給を行う。
FL500が下火になってきた時期に、スズキの依頼により2輪レーシングマシンであるスズキ・RGB500の国内ディストリビューターになり、販売やメンテナンスを行う。伊藤巧（スズキ契約ライダー。1987年の日本GP500ccクラスで3位）は久保のチームからレースに出場していた。
1980年代半ばには、スズキ系の２輪販売店としてSBS多摩をオープン（現在は閉店）。スズキから依頼され、2輪レーシングチームチームSRSクボを設立し、加賀山就臣や亀谷長純などのライダーを育成する。
現在は悠々自適の日々だという。

## エピソード
- がっちりした体型で体重があるため50ccなど小排気量マシンは苦手だったが、あるモトクロスの大会で50cc/125cc/250cc/オープンクラスで全て優勝を遂げたこともあるという。[6]
- モトクロスライダーとしてテクニックが優れていただけでなく、体力も抜群で、コースが荒れるほど強みを発揮したという。[6]
- 鈴木誠一とは鈴木が勤務していた自動車部品商で知り合った。後日、鈴木が大谷口モーターに2輪車のクランクを分解する工具を借りに来て、本格的な付き合いが始まったという。[4]
- 鈴木誠一は久保の一家と非常に親しく、勤め先へ通勤する前に久保の家で朝食をとり、帰宅途中に久保の家に寄って夕飯を食べ風呂に入ってから実家に帰宅していたという。鈴木の母が「誠一はうちの子供だか久保さんの子供だかわからない」と言うほどだったという。[9]
- 鈴木誠一は4輪に転向（日産宣伝部チームと契約）する際、久保も4輪に転向させたがったが、久保は2輪モトクロスで世界GPに出る夢があり4輪に転向しなかったという。[6]
- 久保の父の久保正一は城北ライダースの初代会長を務めたほか、鈴木誠一が日産と契約したのと並行して、日産スポーツサービス（後の大森ワークスやNISMOの前身あるいは母体）の嘱託社員を長く務めた。[4]
- 東名自動車の時代は、鉄製ホイールを切断して部材を足して幅広にするなどの作業を行った。また長兄の久保靖夫と共に、サーキットなどで顧客を集める営業活動も行っていた。[4]
- 一部に「東名自動車＝鈴木誠一」というイメージがあるが、多くの関係者は「鈴木誠一は日産との関係もあり、東名自動車にずっといたわけではなく、現場は久保兄弟などで回していた」と証言している。[9]